# 群馬県立近代美術館
群馬県立近代美術館（ぐんまけんりつきんだいびじゅつかん 英表記:THE MUSEUM OF MODERN ART,GUNMA 略称「MMAG」）は群馬県高崎市の県立公園・群馬の森内にある美術館である。
「明治百年記念事業」として高崎市東部の「旧東京第二陸軍造兵廠岩鼻製造所」跡の国有地（同製造所跡地にはこの他に「日本化薬高崎工場」「日本原子力研究開発機構高崎量子応用研究所（旧日本原子力研究所高崎研究所）」が置かれている）に建設された県立公園「群馬の森」の付属施設として、群馬県立歴史博物館とともに整備された。1974年10月に開館。
美術館名の通り国内外の近現代美術の収集・展示を行うとともに、群馬県唯一の県立美術館（群馬県立館林美術館開館前）として群馬県出身の画家の美術品の収集・展示にも力を入れている。また、井上房一郎の集めた日本と中国の古美術品229点からなる戸方庵井上コレクションを所蔵し、これには重要文化財2件が含まれる。
建物の設計は磯崎新。建築的にも評価が高く、北九州市立美術館などとともに磯崎の代表作として称されることも多い。
1990年代に2度に渡る増改築を行っているが、建物の基本デザインを踏襲し建物裏手に増築を行ったことから、群馬の森・芝生広場からの外観はほぼ建築当初のままである。

## 沿革
- 1967年　群馬県明治百年記念事業準備会議が発足。森林公園の設置と、付随施設としての文化施設の建設を決定。
- 1968年　高崎市東部の旧陸軍造兵廠跡地を建設候補地として選定。
- 1970年　森林公園の名称が「群馬の森」に決定。付随施設として美術館・博物館の建設を決定。
- 1972年　建物本体工事を開始。
- 1974年3月　建物完成。
- 1974年10月17日　群馬の森公園供用開始に合わせ開館。
- 1979年10月　群馬県立歴史博物館開館。建物内連絡通路にて交互に行き来が可能に。
- 1994年　ハイビジョン棟、レストラン棟の増築が完成。
- 1998年　現代美術棟の増築が完成。
- 2005年　空調設備の故障により展示が不可能となる。かねてより問題視されていた建物への石綿使用などから、県は施設の大規模改修を実施することを決定。
- 2005年12月27日　「県展」を最後に休館。
- 2008年　改修完了、再オープン。

## 主な収蔵作品
- クロード・モネ 「睡蓮」
- ギュスターヴ・モロー 「救済される聖セバスティアヌス」
- ピエール・オーギュスト・ルノワール 「読書するふたり」
- エドヴァルド・ムンク 「オースゴールストランの夏」
- 福沢一郎 「他人の恋」
- 安井曾太郎 「足を洗う女」
- 岡鹿之助 「花と廃墟」
- 岸田劉生 「五月の砂道」
- 前田寛治 「姉妹」
- 上田薫　「なま玉子」
- 宮脇愛子　「うつろひ」
- 山口薫　「紐」
- 金大受「羅漢図」重要文化財、戸方庵井上コレクション
- 伝蛇足「山水図」重要文化財、戸方庵井上コレクション
- 作者不詳「観月美人図」[1]戸方庵井上コレクション
- ピカソが生前許可した原寸大ゲルニカ (絵画)のタピストリー